# لودویگ هولشتاین
لودویگ هولشتاین (انگلیسی: Ludvig Holstein-Holsteinborg؛ ۱۸ ژوئیهٔ ۱۸۱۵ – ۲۸ آوریل ۱۸۹۲) یک سیاست‌مدار اهل دانمارک بود. او از ۲۸ مه ۱۸۷۰ تا ۱۴ ژوئیه ۱۸۷۴، نخست‌وزیر دانمارک بود.